# Ron Skarin
Ron Skarin (nascido em 9 de novembro de 1951) é um ex-ciclista olímpico estadunidense. Representou sua nação nos Jogos Olímpicos de Verão de 1972 e 1976.